# Mattias Karlsson (orienterare)
Mattias Karlsson, född 6 februari 1972 är en svensk orienterare som springer för Malungs OK Skogsmårdarna. 